# Jeep Wagoneer
Il nome Jeep Wagoneer ha identificato per molti anni il modello top della gamma Jeep.
Questo modello è noto per lo stile tipicamente "Yankee": dimensioni importanti, dotazione di lusso e soprattutto per le classiche fiancate color legno. È stata introdotta nell'ottobre 1962, sette anni prima della Range Rover e, assieme a quest'ultima, può essere considerata la "madre" dei SUV di lusso.

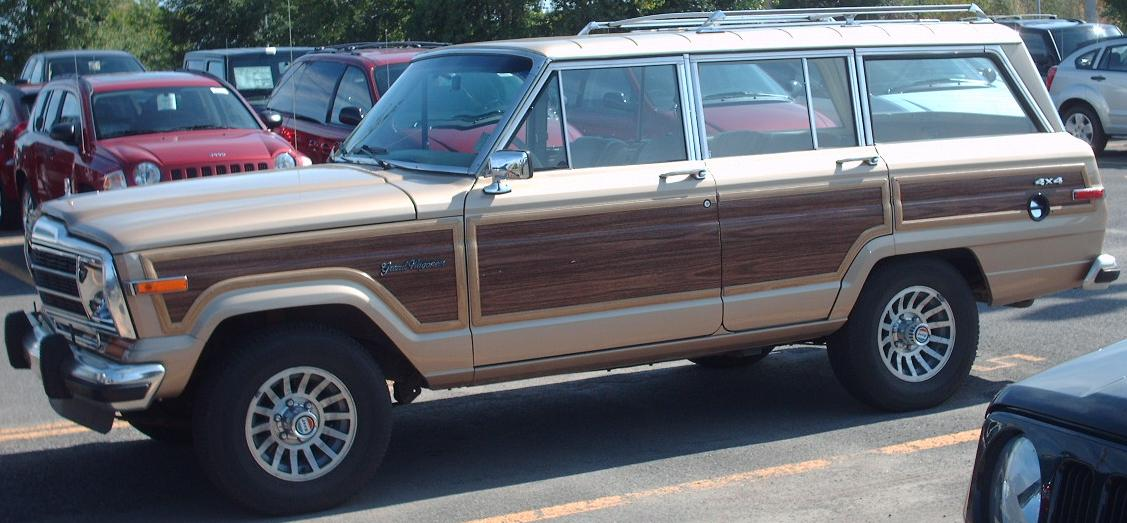
Jeep Grand Wagoneer

## Wagoneer SJ (1962-1984)

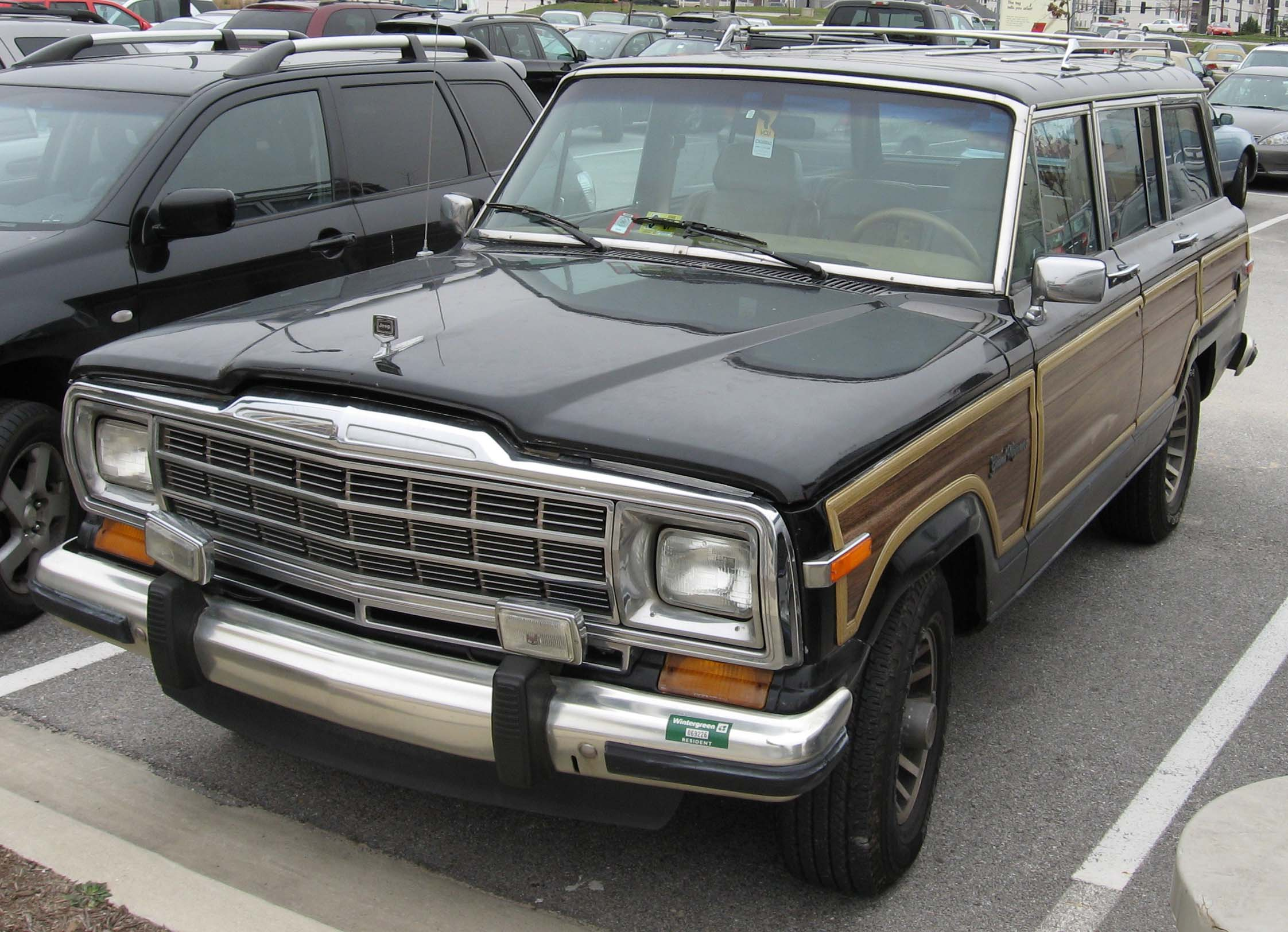
Jeep Grand Wagoneer

La Jeep Wagoneer SJ è stata prodotta dal 1962. Adottava la piattaforma Jeep SJ, usata anche dalla contemporanea Jeep Cherokee SJ. È stata commercializzata con il nome Wagoneer SJ fino al 1983.

### Motori
I motori erano potenti 6 cilindri in linea o V8, tutti a benzina:
- 4.2 l (4226 cm³) 6 cilindri a benzina. Potenza max: 110 CV (80,9 kW) a 3500 rpm.
- 5.3 l (327 cid) "Vigilante" AMC
- 5.7 l (350 cid) Buick GM
- 5.0 l (304 cid) AMC V8
- 5.9 l (360 cid) AMC V8
- 6.6 l (401 cid) AMC V8

## Grand Wagoneer SJ e Wagoneer XJ

### Wagoneer XJ (1984-1990)

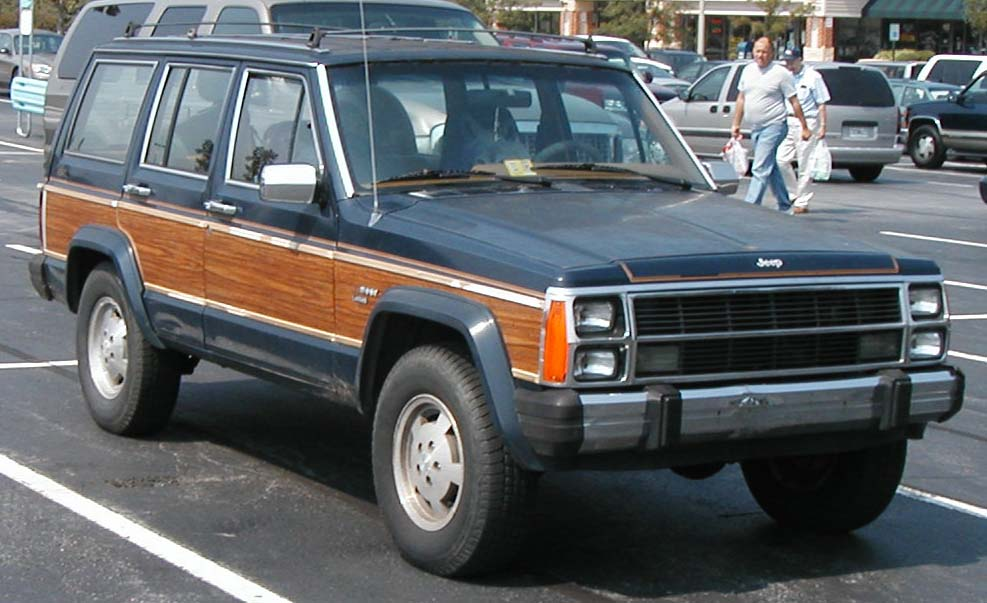
Wagoneer XJ

Dal 1984 al 1990 il nome Wagoneer identifica un modello più piccolo ricavato dalla nuova Jeep Cherokee (XJ), sempre nella classica linea con pannelli in legno: il Wagoneer XJ.

### Grand Wagoneer SJ (1984-1991)
Dopo l'ingresso della Wagoneer XJ, dal 1984, la precedente Wagoneer SJ diventa Grand Wagoneer SJ, rimanendo in produzione fino al 1991.
- Motore: 5.9 l V8 a benzina Magnum (a carburatori) Potenza max: 235 CV. Coppia max: 386 N·m Cambio: automatico a 4 rapporti.

Nell'ultima versione della Grand Wagoneer SJ il motore era un 5.900 cm³ V8 / 360 cid AMC, l'ultimo motore a carburatori montato su una jeep.

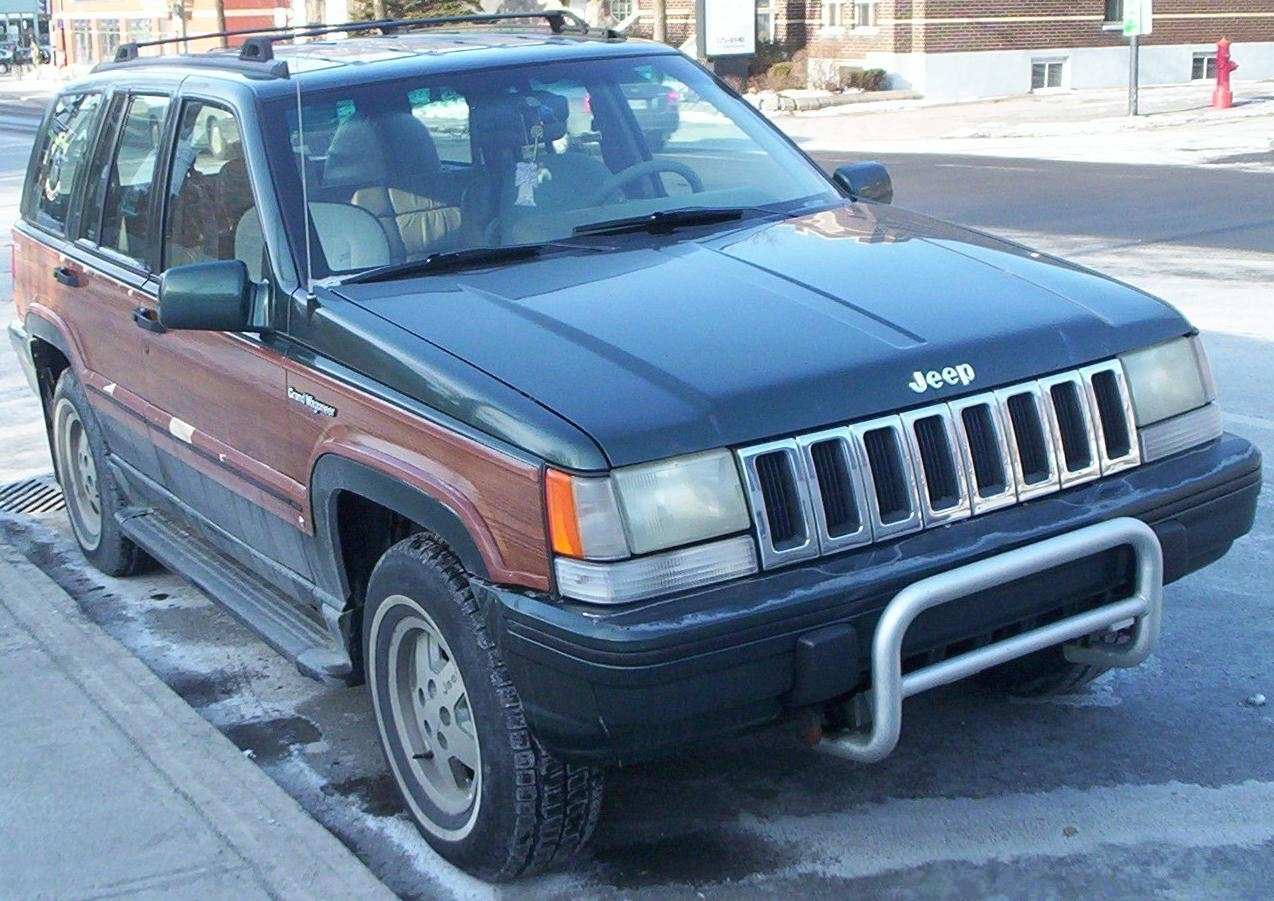
Grand Cherokee Wagoneer ZJ

## Grand Cherokee Wagoneer ZJ (1993)
Nel 1993 (e solo per quell'anno) viene riproposta la Grand Wagoneer: si tratta di una Grand Cherokee con i pannelli in legno sulle fiancate. Viene identificata come Grand Cherokee Wagoneer ZJ.
- Motore: 5.2 l V8 a benzina Magnum (a iniezione elettronica). Potenza max: 235 CV. Coppia max: 386 N·m.
- Cambio: automatico a 4 rapporti.

## Riutilizzo del nome
Il Wagoneer e il Grand Wagoneer, basati sul telaio del Ram 1500 (DT), sono stati presentati nel marzo 2021 come modello di punta della Jeep.